# Arthrosporella
Arthrosporella é um gênero monotipo de fungo pertencente à família Tricholomataceae, contendo uma única espécie, Arthrosporella ditopa. Encontrado na América do Sul, o gênero foi descrito pelo micologista Rolf Singer em 1970.
Originalmente, Singer descreveu a única espécie em 1950 para um agárico que ele e um colega haviam coletado na província de Tucumã, na Argentina. Ele classificou a nova espécie no gênero Armillariella, que em sua opinião, era o nome correto de Armillaria. No entanto, mais tarde ele veio a perceber que a espécie era incomum devido a ser encontrada com formas teleomórficas e anamórficas, ambas produzindo artrósporos (um tipo de conidiósporo). Assim, ele ergueu um novo gênero para a espécie em seu tratamento de 1970 da tribo Omphalinae para a série Flora Neotropica, descrevendo também seu anamorfo como Nothoclavulina ditopa. As espécies e gêneros permanecem conhecidos apenas da coleção de tipos, e mais especificamente da Nothoclavulina, a metade do agaricoide foi perdida.
Em 2005, foi anunciado que novas espécies pertencentes ao gênero haviam sido descobertas, mas estudos adicionais indicaram que elas representavam gêneros distintos e estavam não intimamente relacionadas com Arthrosporella (como se pensava). Posteriormente, em 2007, elas foram descritas como Arthromyces e Blastosporella, a primeira da família Tricholomataceae e a última da Lyophyllaceae.